# László Paskai
László Pacifik Paskai (Seghedino, 8 maggio 1927 – Esztergom, 17 agosto 2015) è stato un cardinale e arcivescovo cattolico ungherese.

## Biografia
Presbitero dal 3 marzo 1951, fu nominato amministratore apostolico di Veszprém il 2 marzo 1978. Il 5 aprile successivo fu consacrato vescovo dal cardinale László Lékai. Diventò vescovo della medesima diocesi dal 31 marzo 1979. Il 5 aprile 1982 Giovanni Paolo II lo elevò arcivescovo coadiutore di Kalocsa. Fu poi nominato arcivescovo di Esztergom e primate d'Ungheria dal 3 maggio 1987.
Papa Giovanni Paolo II lo innalzò alla dignità cardinalizia nel concistoro del 28 giugno 1988. Dal 1986 al 1990 fu anche presidente della Conferenza Episcopale Ungherese. l'8 maggio 2007 divenne cardinale non elettore, per i suoi 80 anni d'età. Il 17 agosto 2015 si spense all'età di 88 anni nella città di Esztergom dopo una lunga battaglia con il cancro. La salma fu poi tumulata nella cripta della cattedrale di Nostra Signora e di Sant'Adalberto a Esztergom.

## Genealogia episcopale e successione apostolica
La genealogia episcopale è:
- Cardinale Scipione Rebiba
- Cardinale Giulio Antonio Santorio
- Cardinale Girolamo Bernerio, O.P.
- Vescovo Claudio Rangoni
- Arcivescovo Wawrzyniec Gembicki
- Arcivescovo Jan Wężyk
- Vescovo Piotr Gembicki
- Vescovo Jan Gembicki
- Vescovo Bonawentura Madaliński
- Vescovo Jan Małachowski
- Arcivescovo Stanisław Szembek
- Vescovo Felicjan Konstanty Szaniawski
- Vescovo Andrzej Stanisław Załuski
- Arcivescovo Adam Ignacy Komorowski
- Arcivescovo Władysław Aleksander Łubieński
- Vescovo Andrzej Stanisław Młodziejowski
- Arcivescovo Kasper Kazimierz Cieciszowski
- Vescovo Franciszek Borgiasz Mackiewicz
- Vescovo Michał Piwnicki
- Arcivescovo Ignacy Ludwik Pawłowski
- Arcivescovo Kazimierz Roch Dmochowski
- Arcivescovo Wacław Żyliński
- Vescovo Aleksander Kazimierz Bereśniewicz
- Arcivescovo Szymon Marcin Kozłowski
- Vescovo Mečislovas Leonardas Paliulionis
- Arcivescovo Bolesław Hieronim Kłopotowski
- Arcivescovo Jerzy Józef Elizeusz Szembek
- Vescovo Stanisław Kazimierz Zdzitowiecki
- Cardinale Aleksander Kakowski
- Papa Pio XI
- Cardinale Jusztinián Serédi, O.S.B.
- Arcivescovo Endre Hamvas
- Arcivescovo József Ijjas
- Cardinale László Lékai
- Cardinale László Paskai, O.F.M.

La successione apostolica è:
- Arcivescovo László Dankó (1987)
- Vescovo Endre Gyulay (1987)
- Vescovo István Konkoly (1987)
- Arcivescovo István Seregély (1987)
- Vescovo Vilmos Dékány, Sch.P. (1989)
- Vescovo Imre Asztrik Várszegi, O.S.B. (1989)
- Vescovo István Ács, O.S.P.P.E. (1989)
- Vescovo Mihály Mayer (1989)
- Vescovo Jusztin Nándor Takács, O.C.D. (1989)
- Vescovo István Katona (1989)
- Vescovo József Tempfli (1990)
- Vescovo Lajos Pápai (1991)
- Vescovo Ferenc Keszthelyi, O.Cist. (1992)
- Vescovo Béla Balás (1992)
- Vescovo Nándor Bosák (1993)
- Vescovo Gáspár Ladocsi (1994)
- Vescovo László Bíró (1994)
- Arcivescovo Gyula Márfi (1995)
- Vescovo Antal Spányi (1998)
- Arcivescovo Balázs Bábel (1999)
- Vescovo Miklós Beer (2000)
- Vescovo Tamás Szabó (2002)